# Nikolaos Gyzis

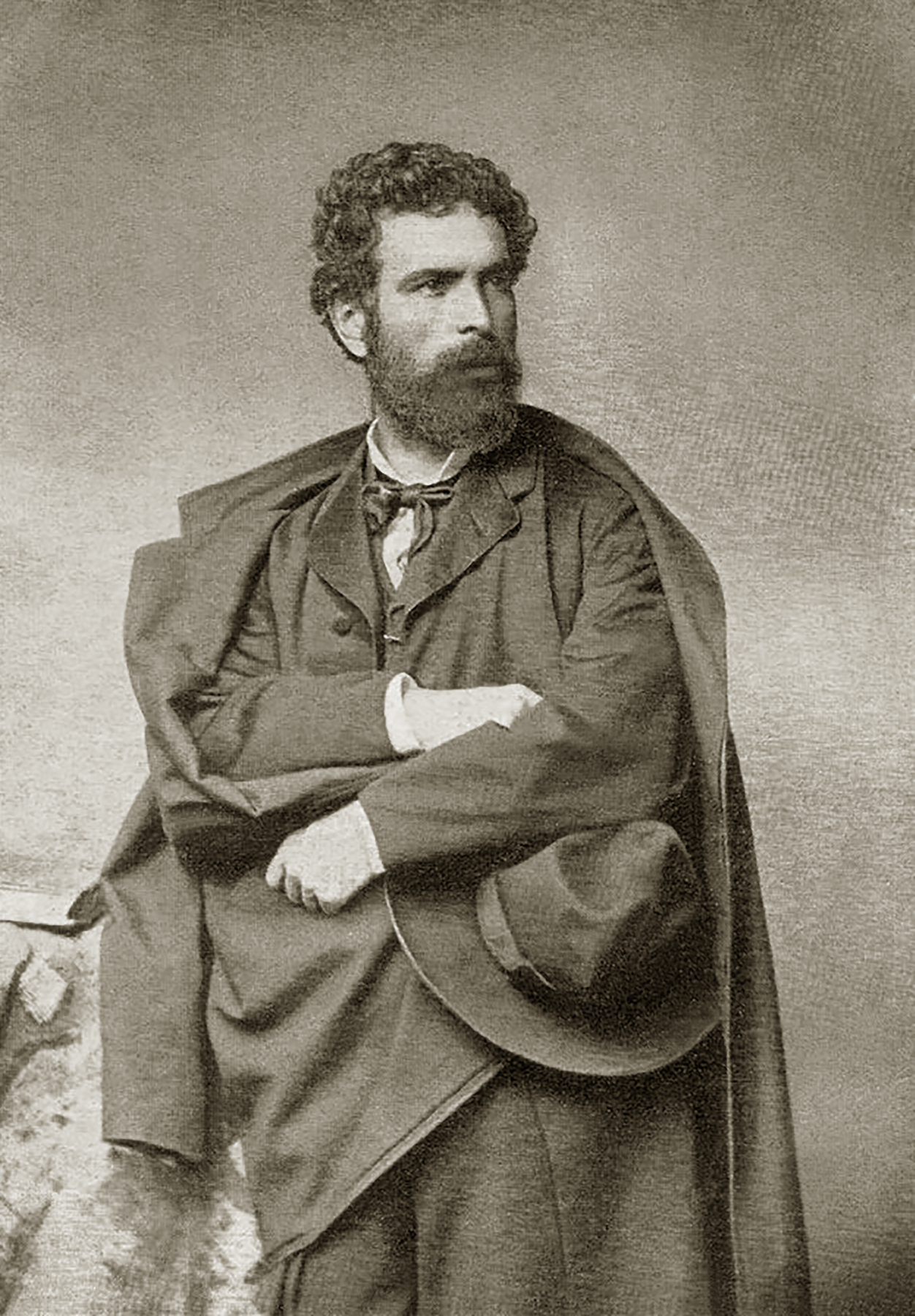
Nikolaos Gyzis

Nikolaos Gyzis (tiếng Hy Lạp: Νικόλαος Γύζης [ni.'ko.la.os 'ʝi.zis]; tiếng Đức: Nikolaus Gysis; 1 tháng 3 năm 1842 - 4 tháng 1 năm 1901) được coi là một trong những họa sĩ thế kỷ 19 quan trọng nhất của Hy Lạp. Ông nổi tiếng nhất với tác phẩm Eros and the Painter, bức tranh thể loại đầu tiên của ông. Nó được bán đấu giá vào tháng 5 năm 2006 tại Bonhams ở London, được trưng bày lần cuối ở Hy Lạp vào năm 1928. Ông là đại diện chính của cái gọi là " Trường phái Munich ", phong trào nghệ thuật lớn của Hy Lạp trong thế kỷ 19.

## Tiểu sử

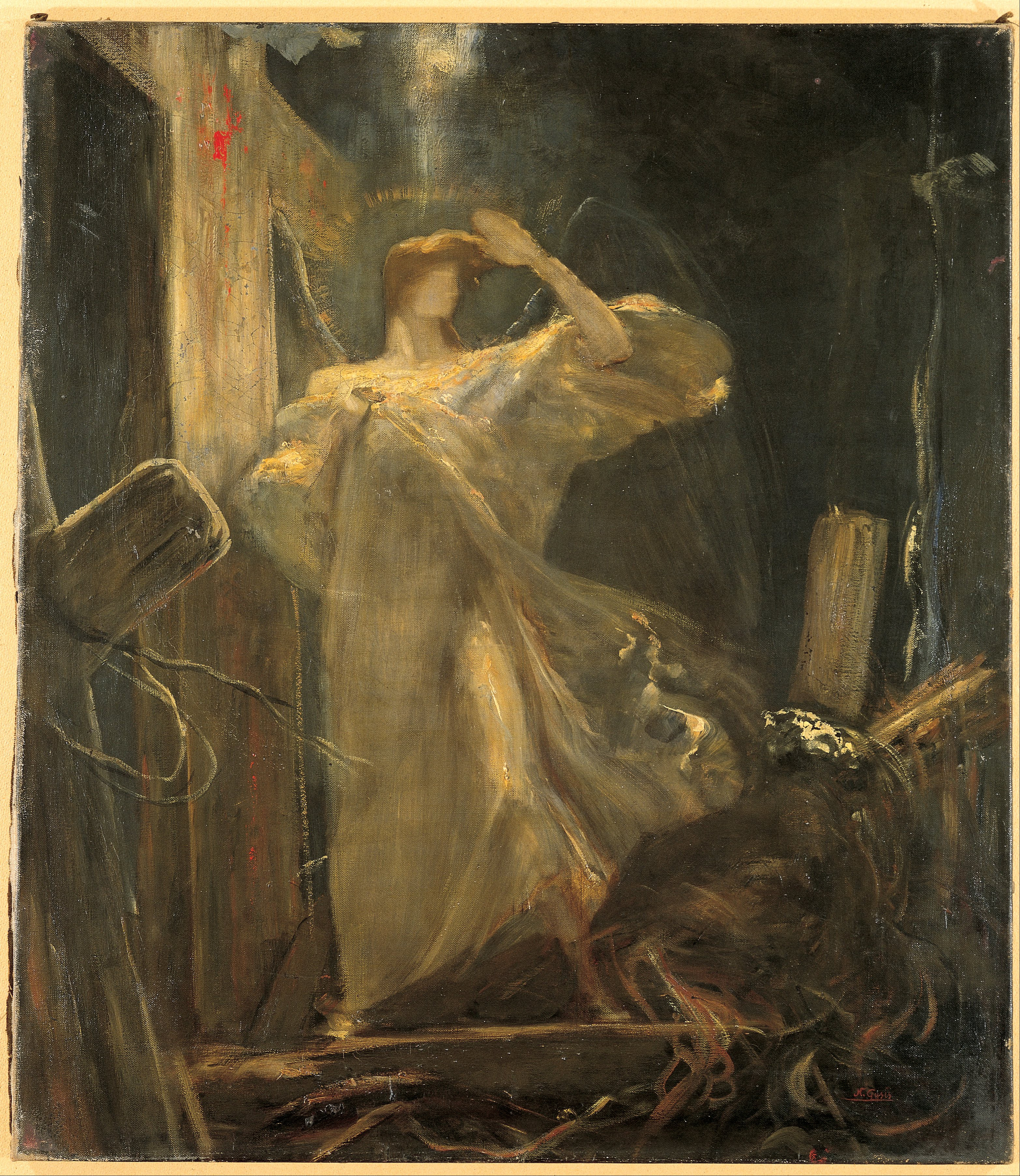
Gyzis Nikolaos, Tổng lãnh thiên thần, tranh cho Quỹ Đức tin

Gyzis sinh ra ở làng Sklavochori, trên đảo Tinos có lịch sử nghệ thuật lâu đời. Khi gia đình ông định cư ở Athens vào năm 1850, ông sớm bắt tay vào nghiên cứu tại Trường Mỹ thuật Athens. Nghiên cứu của ông đã hình thành nền tảng giáo dục nghệ thuật và giúp ông phát triển kỹ năng tự nhiên của mình trong hội họa.
Năm 1865, sau khi giành được học bổng, ông tiếp tục học tại Học viện Mỹ thuật, Munich, nơi ông định cư cho đến cuối đời. Ông đã sớm hòa nhập vào thế giới hội họa của nước Đức, và trở thành một trong những đại diện đặc trưng nhất của phong trào nghệ thuật Hy Lạp của trường phái Munich. Điều này được thể hiện trong bức tranh Tin tức Chiến thắng năm 1871, liên quan đến Chiến tranh Pháp-Phổ, và bức tranh Apotheosis i Thriamvos tis Vavarias (Apotheosis or Triumph of Bavaria).
Từ năm 1886 trở đi, ông là giáo sư tại Học viện Mỹ thuật, Munich, và dần dần chuyển từ các mô tả hiện thực chi tiết sang các tác phẩm của một nhân vật ấn tượng duy nhất. Các sinh viên của ông bao gồm Ernst Oppler, Fritz Osswald, Anna May-Rychter  và Stefan Popescu (họa sĩ người Romania). Nikolaos Gyzis còn là 1 người giỏi về lĩnh vực âm nhạc